# Histoire de la mesure

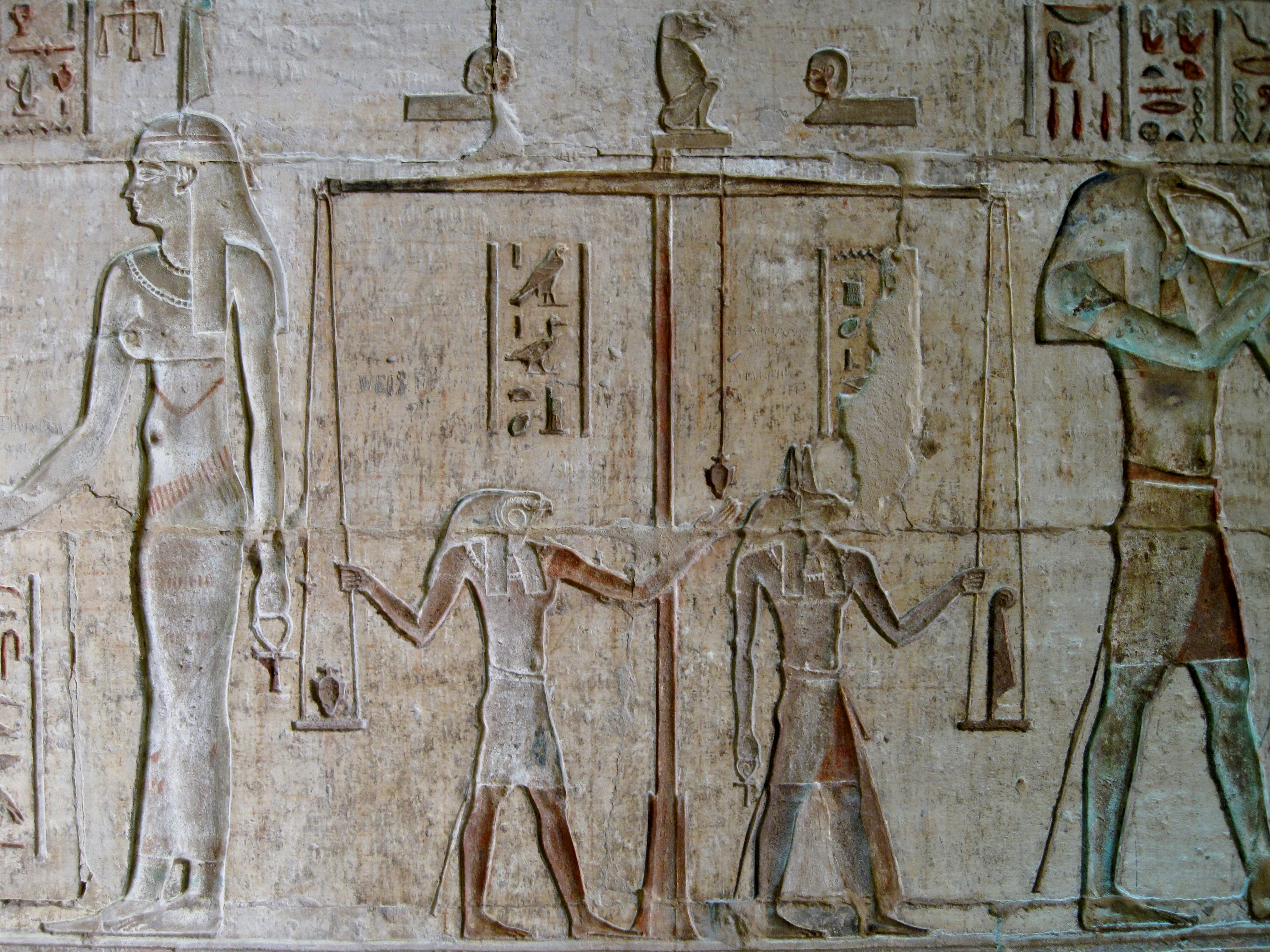
Balance représentée au temple de Deir el-Médineh.

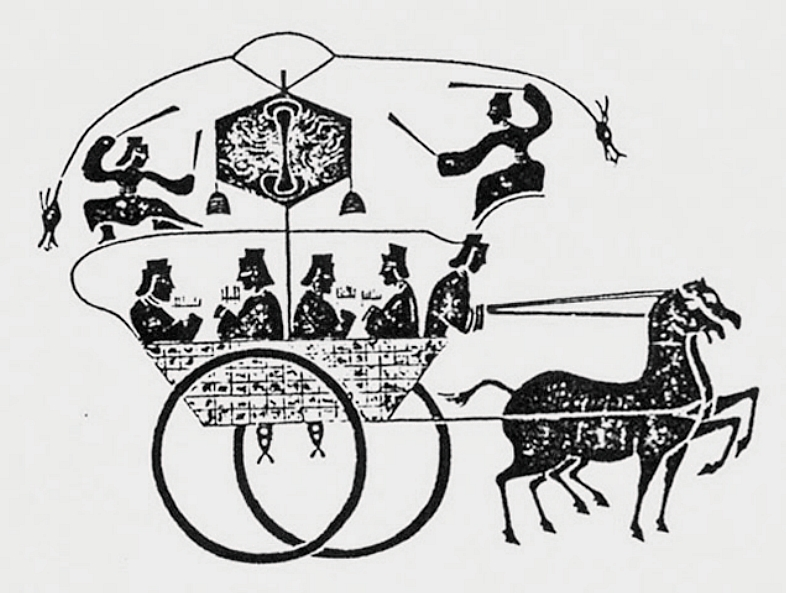
Chariot odomètre. Dynastie Han c. 125 de l'ère commune.

Au sens physique, une mesure est la détermination d'une dimension en rapport avec un étalon.
L'histoire de la mesure remonte aux premières civilisations dans lesquelles de tels étalons sont avérés. Elle se poursuit avec l'usage de nouvelles mesures pour des raisons aussi bien économiques, administratives, juridiques que techniques et scientifiques. Les unités de mesure traditionnelles sont pour la plupart définies localement ou régionalement. Le système métrique introduit au tournant des XVIIIe et XIXe siècles deviendra le Système international d'unités (SI).

## Des premières civilisations au Moyen Âge

### Comptage
La mesure de caractéristiques quantitatives présente dès les origines une forte analogie avec le dénombrement d'objets.
Des mesures ont sans doute été associées très tôt aux premières techniques artisanales, agraires, médicales, hydrauliques ou architecturales[réf. souhaitée].
Les plus anciens témoignages de mesures seraient les boules d'argile scellées contenant des jetons de différentes formes en Mésopotamie.
Bien que la « mesure » (en latin : mensura) corresponde d'abord à des définitions agraires telles que l'arpentage ou la moisson, on peut noter que l'étymologie et le jeu de mots la rapproche des mots latins qui ont donné « mensualité » et « menteur ».

### Poids et volume

#### Indus, Égypte, Rome
Des poids standardisés existent déjà dans la civilisation de la vallée de l'Indus[réf. souhaitée].
La pesée est une mesure si habituelle en Égypte[réf. souhaitée] qu'on l'incorpore aux rituels et aux croyances telles que la pesée de l'âme par la déesse Maât, symbole de la norme universelle dans la mythologie égyptienne : équilibre, justice, vérité, droiture et confiance.

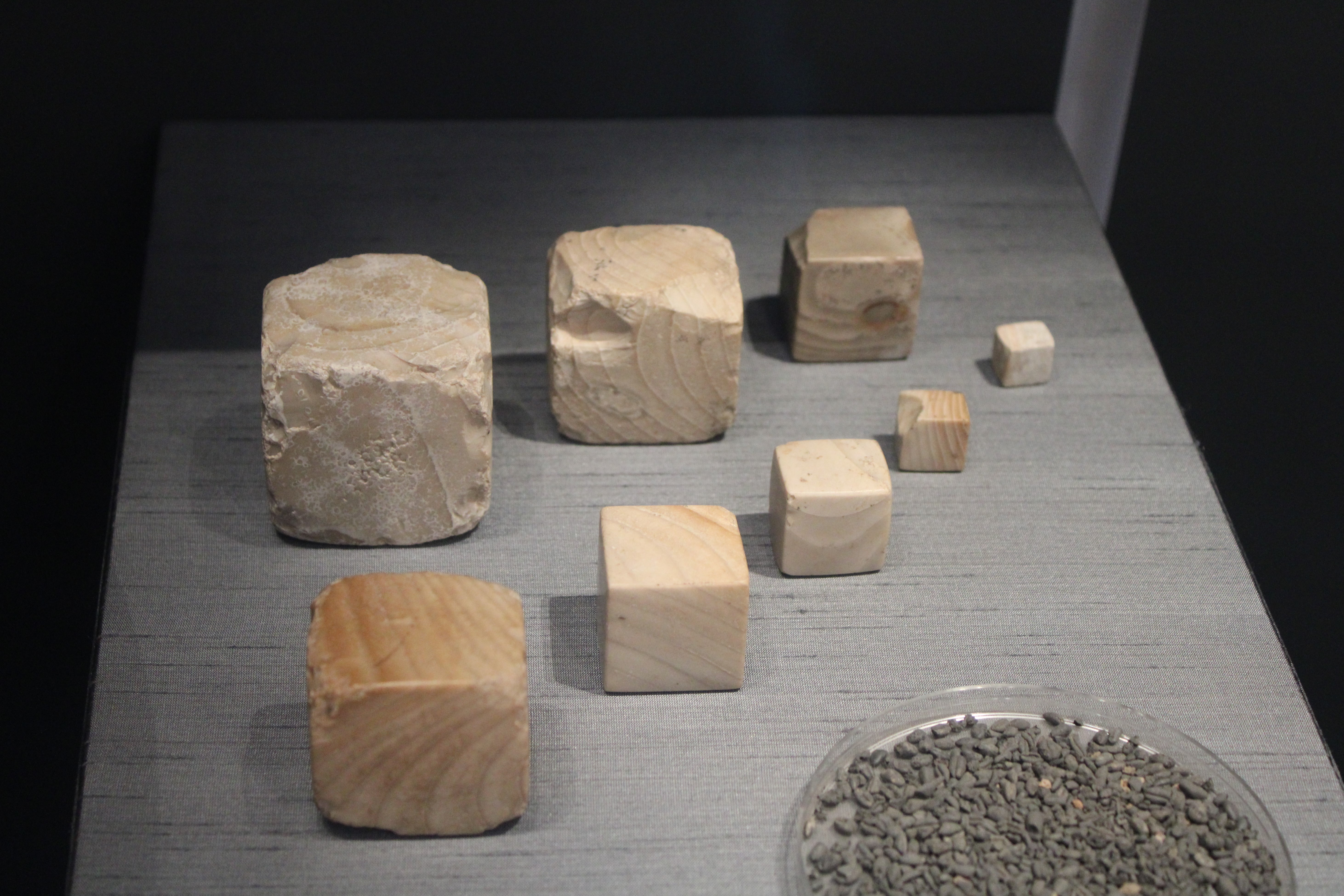
Poids en pierre. Mohenjo-daro c. 2600-1900 av. J.-C. British Museum.

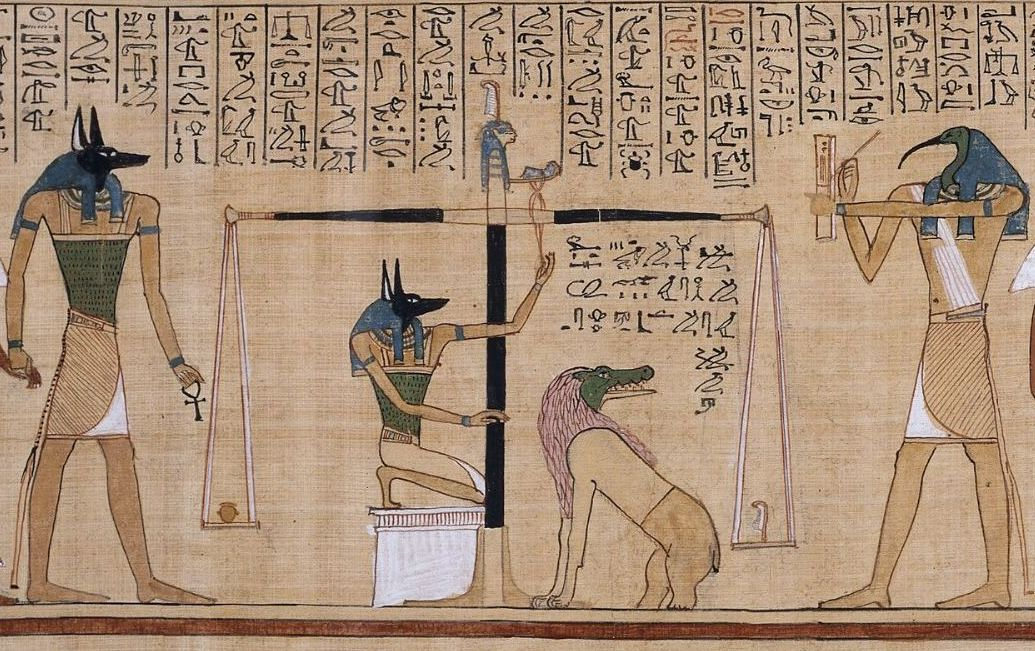
Dans la pesée de l'âme égyptienne, le cœur doit être aussi léger que la plume d'autruche symbolisant Maât.

Les nombreux deben égyptiens découverts en fouille dans tout le Proche-Orient montrent qu'il était utilisé par les marchands bien au-delà de la vallée du Nil. De plus l'existence de rapports arithmétiques simples établit une filiation entre le deben et des unités de poids choisies par d'autres civilisations méditerranéennes de l'Antiquité. Par exemple, en Phénicie, la première monnaie créée à Tyr pèse exactement un deben. Quant à l'once romaine qui est le douzième de la livre romaine de 327,45 g, elle pèse 27,3 g soit exactement un double deben.
Les unités de mesure romaines, notamment celles de poids et de volume, se répandent largement en Europe pendant l'Antiquité puis suivent des évolutions régionales divergentes au Moyen Âge.
Malgré des tentatives d'unification par les États, les unités et la calibration des instruments de mesure relèveront jusqu'à la fin du XVIIIe siècle des autorités locales qui se servent de ce moyen pour réguler l'accès au marché local et percevoir des taxes.
Même au niveau local, la diversité est de règle. Pratiquement chaque marchandise peut avoir sa propre mesure, la livre qui sert à peser le pain différant par exemple de celle qui sert à peser le grain et de celle utilisée pour la farine. L'usage dans les villes est souvent de stabiliser le prix nominal du pain mais c'est le poids qui varie semaine après semaine en fonction du prix du grain et la population est par conséquent d'autant plus attentive aux questions de poids et de mesures.

#### Exemple du grain et du sel au Moyen Âge
Des produits tels que le grain ou le sel se comptent souvent par unité de travail (la corbeille de grain, le seau de saumure) dont le volume est fixé par l'usage en différents lieux. Les échanges se font sur la base d'équivalences connues des marchands qui prennent en compte les variations de poids et de volume selon le lieu et la saison, notamment en fonction des conditions d'humidité. Les équivalences tiennent compte également du  mode de remplissage des mesures « ras, grain sur bord, demi-comble ou comble » en usage à chaque étape.
Outre le volume, le poids est une préoccupation importante pour le commerce, notamment concernant le transport et l'entreposage des marchandises. Bien que les mesures réelles portent sur le volume, les unités de compte utilisées par les commerçants jouent en fait le rôle d'unités de masse du fait de la composition variable d’une unité telle que le minot en fonction de la marchandise mesurée. La définition du minot variant de plus d'un lieu à  l'autre, les différences entre mesures forment en réalité la marge des marchands et des transporteurs.
Par exemple en Île-de-France, le minot de Paris équivaut à trois boisseaux de blé, ou quatre boisseaux de sel, ou cinq boisseaux d'avoine. Ainsi défini, le poids du minot de Paris approche 30 kg pour des volumes différents selon la nature de la marchandise. D'autre part, la définition du minot de Meaux diffère de celui de Paris et l'unité de compte utilisée à l'étape du transport fluvial — le « minot de rivière » — a encore une autre définition. La signification économique de ces écarts est clairement hiérarchisée autour du marché central, en l'occurrence celui de Paris.
Le setier et le muid étant des multiples fixes du minot (un muid = 12 setiers = 48 minots), ils reflètent aussi un poids. Finalement, dans ces exemples franciliens, seul le boisseau qui a une dimension de quatorze pouces en hauteur comme en diamètre reflète le volume sans pondération.

#### Unités monétaires
Avec la frappe de monnaie métallique d'or, d'argent, de bronze ou de cuivre, apparaissent des unités monétaires souvent liées aux unités de poids. [Par exemple ?]

#### Tentatives d'unification
Malgré la diversité et même le pullulement des unités de masse et de volume dans l'Europe médiévale, l'effort de géométrisation des mesures tend sur le long terme à aligner les mesures de volumes sur les mesures de longueur. Il s'agit le plus souvent d'aligner le minot sur le cube du pied.

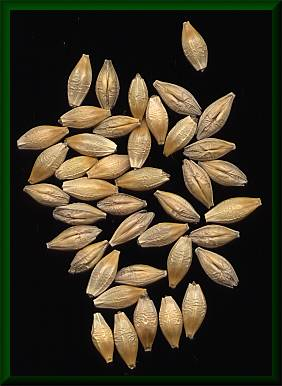
Grains d'orge.

L'orge étant la céréale prépondérante en Europe, une façon naturelle d'unifier les mesures est de les définir à partir du grain d'orge. Le pouce est ainsi défini comme trois grains d’orge alignés bout à bout dans les lois anglaises du XIVe siècle ou encore comme douze grains d'orge rangés côte à côte dans un traité agricole du XVIe siècle. Ces définitions font du grain d’orge un étalon de mesure pertinent aussi bien en termes de longueur et de surface que de volume et de poids.
En Chine, Qin Shi Huang institue un système unifié de poids et mesures dans tout le pays en 221 av. J.-C. Dès la dynastie Han, un instrument de mesure fabriqué par l'astronome Lu Yin en 9 av. J.-C. sert d’étalon pour les unités de volume hu, dou, sheng, he et yue. Il  porte des inscriptions donnant sa hauteur, la surface du fond, le volume et la masse équivalente. C’est probablement le plus ancien objet établissant une unité de volume à partir de l'unité de longueur et la corrélant précisément avec une unité de masse.

### Longueur et distance

#### Étalons

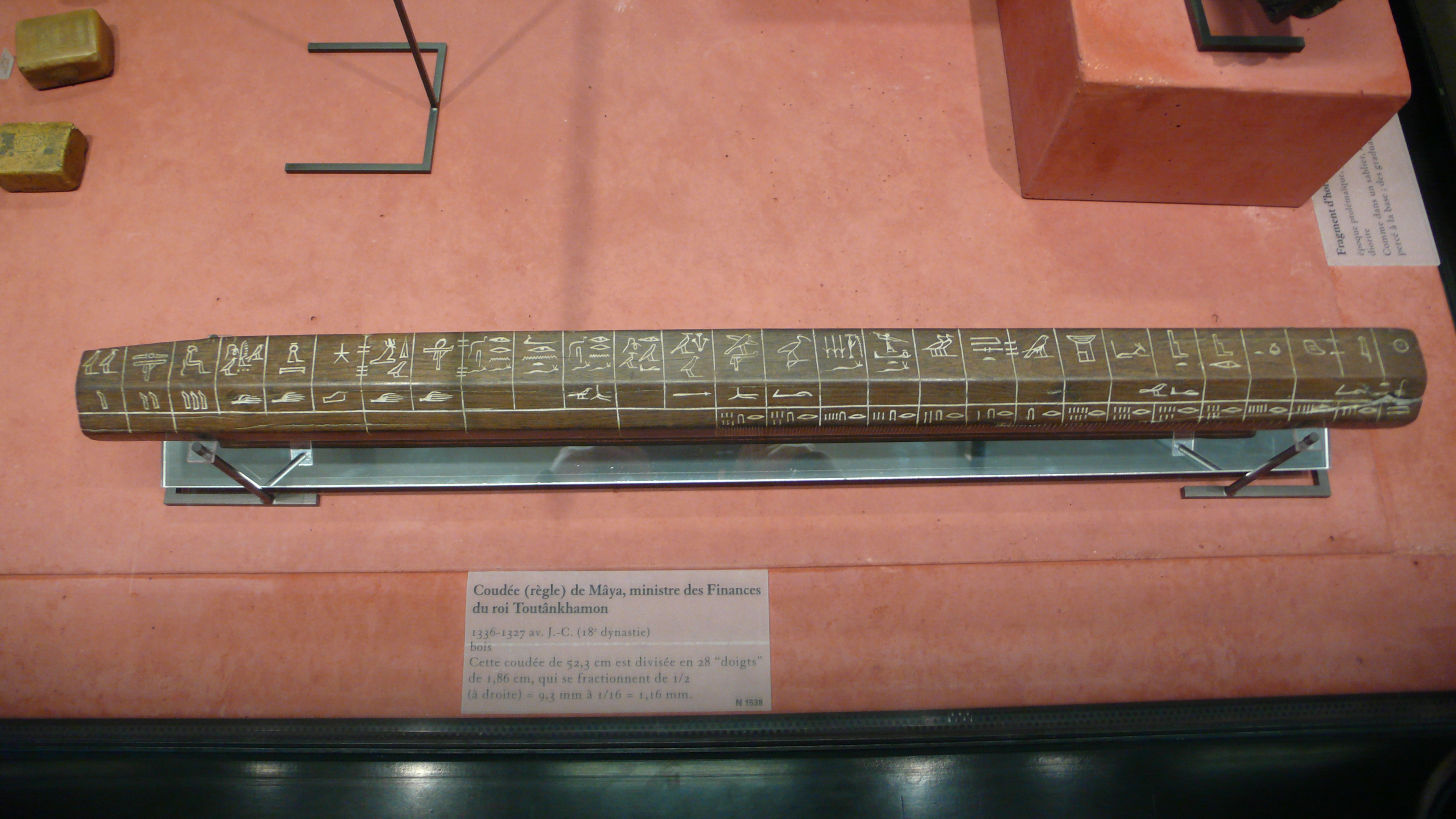
Coudée égyptienne (c. 1330 av. J.-C.). Musée du Louvre.
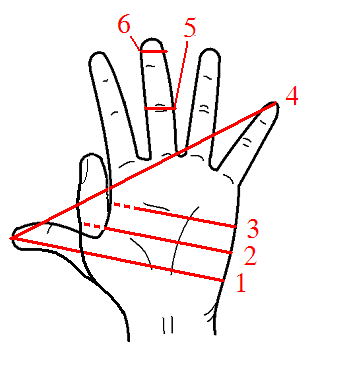
Unités basées sur la main : 1.demi Pes manualis, 2.Main, 3.Palme, 4.Empan, 5.Doigt, 6.Digit (en).
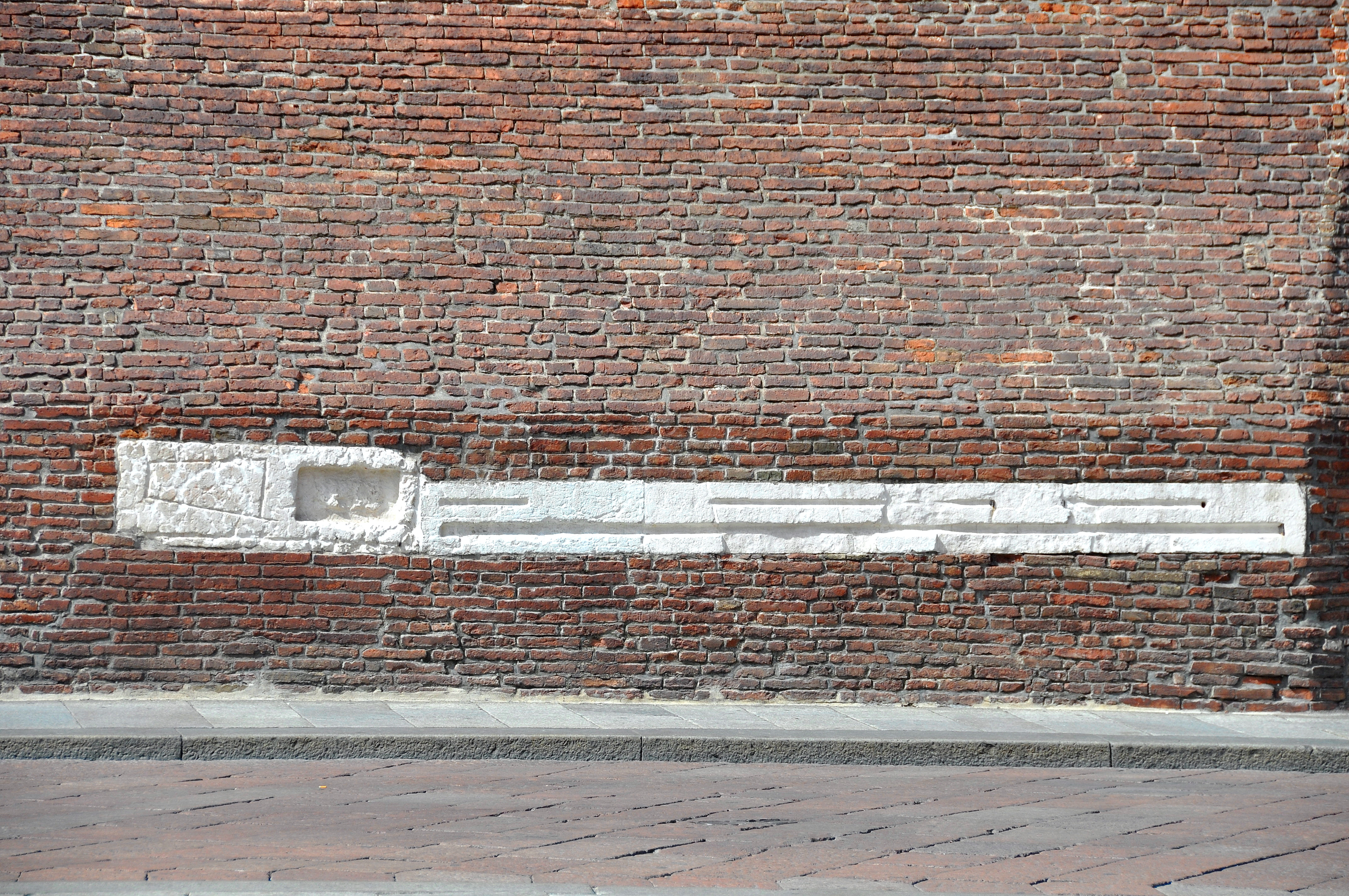
Diverses unités de mesure au Palazzo d'Accursio à Bologne.
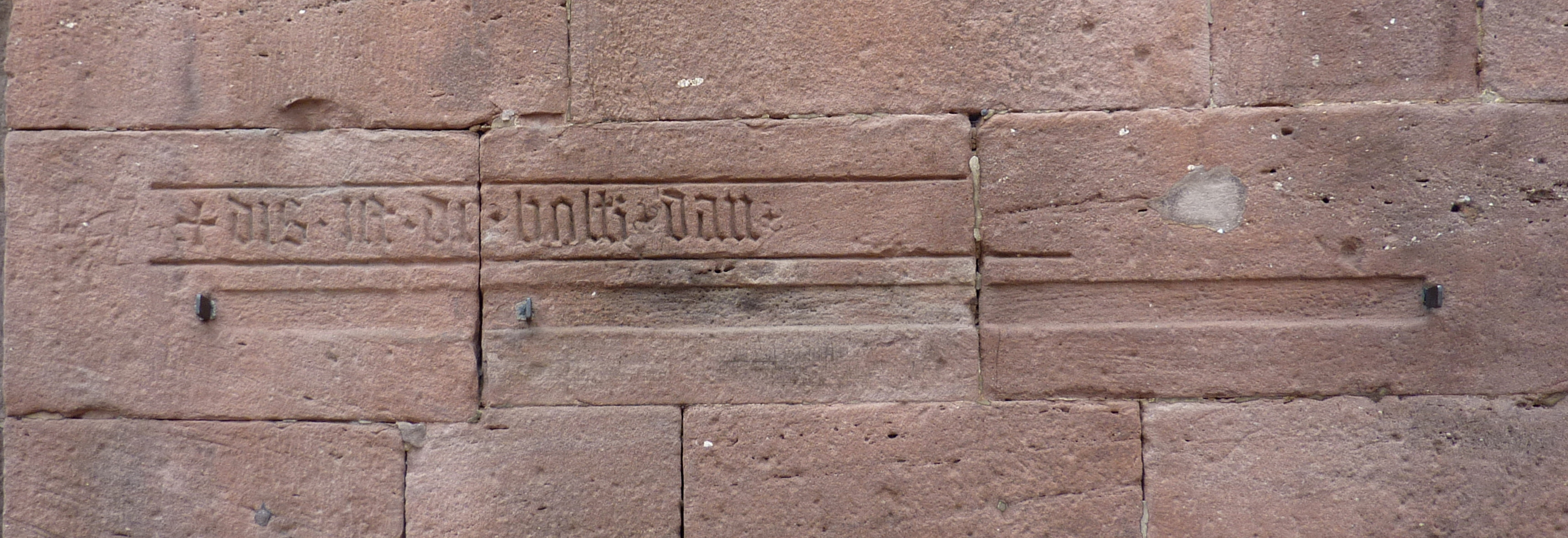
Étalon de mesure du bois à Saverne.

Une des plus anciennes unités de longueur connues remonte à 2120 av. J.-C., elle est gravée dans le marbre à Lagash dans le pays de Sumer.
Les unités de distance utilisées pour mesurer un itinéraire sont souvent indépendantes des unités qui mesurent la taille des objets usuels.
Il y a cependant dès l'Antiquité des systèmes de mesure qui font le lien entre tous ces ordres de grandeur : par exemple le pas et le mille romains (mesures de distance) sont liés au doigt et à la palme (mesures de longueur à l'échelle humaine) par des ratios simples tels que 1 mille = 1 000 pas, 1 pas = 5 pieds, 1 pied = 4 palmes et 1 palme = 4 doigts.

#### Exemple du pied romain
Le pied romain a une valeur légèrement différente à Rome, en Bretagne et en Afrique mais les proportions des subdivisions telles que l'once ou pouce (le douzième du pied) et le doigt (le seizième du pied) et des multiples tels que le pas (égal à cinq pieds) sont stables.
Ces proportions entre unités sont connues par des compilations tardives tels que les Gromatici veteres mais l'Histoire naturelle de Pline l'Ancien en mentionnent déjà certaines au Ier siècle.
Cette stabilité a perduré jusqu'à nos jours par exemple dans le cas de l'inch, le pouce anglais, qui a toujours été exactement le douzième du pied anglais tandis que sa valeur a pu varier selon les régions et les époques. Le mot inch lui-même vient d'ailleurs du latin uncia signifiant « douzième ».

#### Exemples textiles

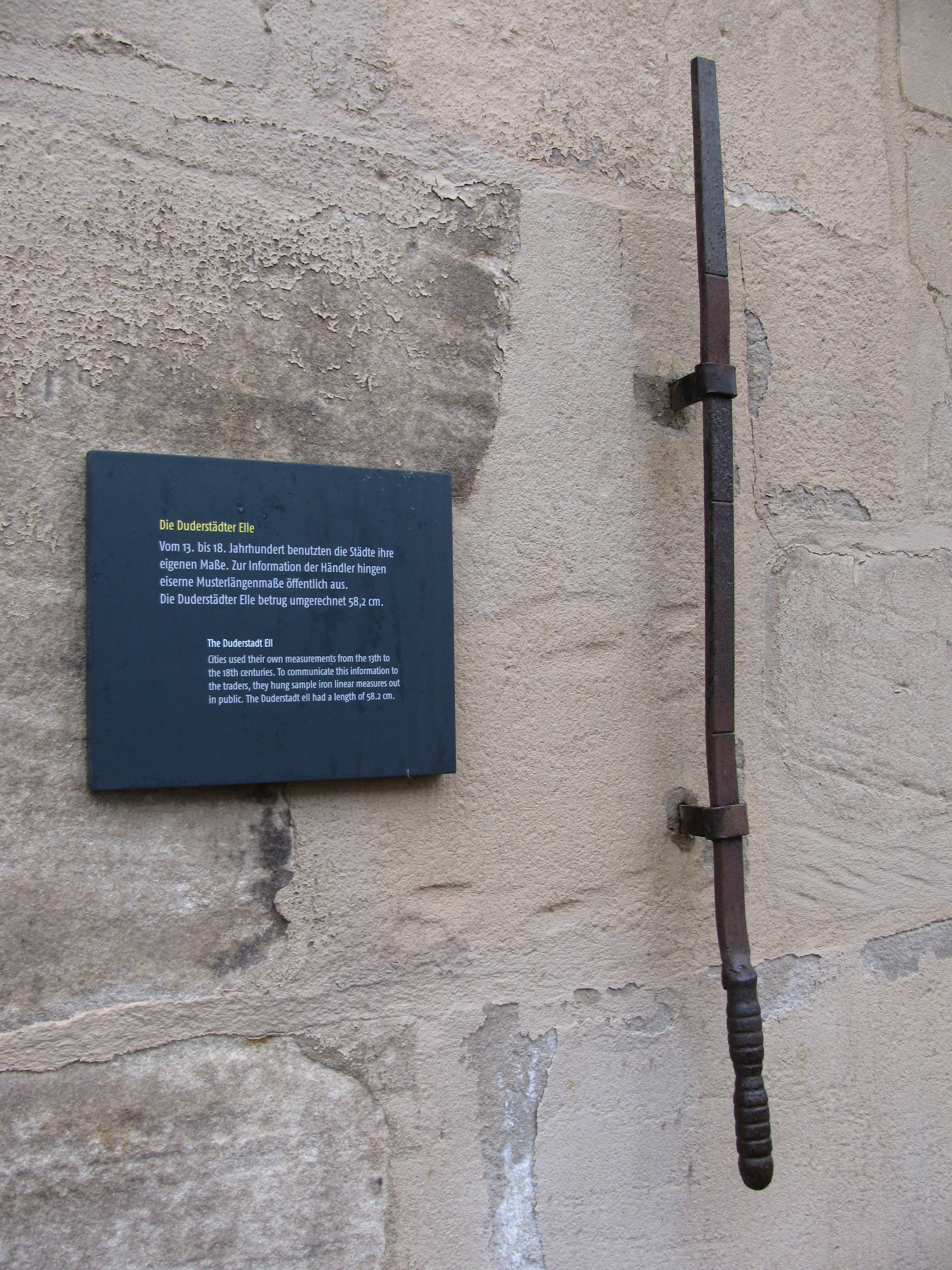
Aune à Duderstadt (Allemagne).

L'aune, immortalisée en français par l'expression « à l'aune de », dérive étymologiquement de la coudée romaine (en latin : ulna) dont le Gromatici veteres nous dit à la fin de l'Antiquité qu'elle correspond à soixante-quatre doigts, soit quatre pieds.
En pratique elle correspond approximativement à la production quotidienne d'un métier à tisser du Haut Moyen Âge[réf. souhaitée] et elle évoluera avec des valeurs diverses, souvent matérialisées localement par une barre métallique scellée dans un mur. Ces aunes diverses resteront utilisées jusqu'au XVIIIe siècle par les drapiers et les marchands européens pour mesurer toutes sortes de tissus et ne disparaîtront qu'avec le système métrique.

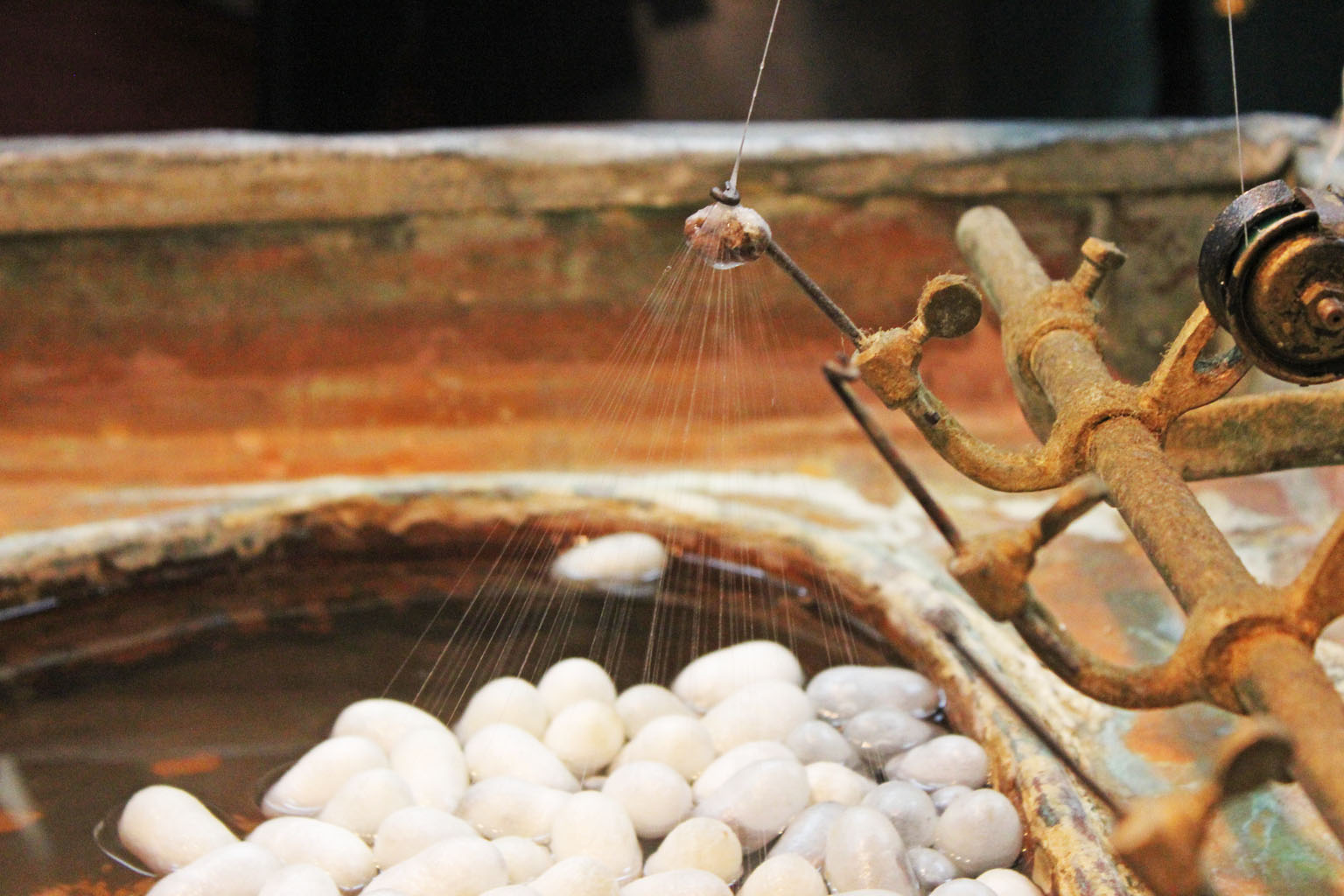
Filage de la soie à Göreme (Turquie).

Les dimensions des fils renvoient à d'autres unités, de plusieurs ordres de grandeur en dessous de l'étoffe finie pour le diamètre des fils et de plusieurs ordres de grandeur au-dessus pour leur longueur.
Le fil de soie par exemple ne fait que quelques dizaines de µm[à vérifier] de diamètre mais le dévidage des cocons de ver à soie, le filage et le moulinage de la soie opèrent sur des diamètres encore plus petits.
La minuscule unité de mesure chinoise correspondant au diamètre de la fibre du ver à soie, le hou, vaut théoriquement le dixième du miao, le centième du hao, le millième du li, le dix-millième du fen, le cent-millième du pouce cun et le millionième du pied chi, soit environ 3 µm[réf. souhaitée].

#### Hauteur de pluie
Les premières mesures des quantités de pluie connues ont lieu en Grèce vers 500 av. J.-C., en Inde un siècle plus tard et en Palestine à partir du IIe siècle av. J.-C., ces mesures servent à estimer le rendement futur des cultures parfois en relation avec la taxation.
Les premiers pluviomètres standardisés auraient été inventés par Qin Jiushao au XIIIe siècle en Chine et par Jang Yeong-sil au XVe siècle en Corée[réf. souhaitée].

#### Unités nautiques
Les Romains conservent le stade, une unité grecque de distance, pour évaluer les distances maritimes sans doute parce que cette unité reflète la durée du voyage (le nombre de jours et de nuit passés en mer) et que c'est la mesure la plus utilisée en pratique dans les descriptions d'itinéraires maritimes ou fluviaux.

### Dimensions d'un territoire
Dans le monde grec, on peut citer par exemple la façon dont Hérodote présente le territoire de la Scythie au Ve siècle av. J.-C. Les unités qu'il utilise sont le jour de marche et le stade.

Hérodote donne de nombreuses indications (parfois très précises) sur la taille de tel territoire, de telle mer ou fleuve ou sur la richesse de tel peuple. Par exemple, à propos de la Scythie, il dit : « Donc puisque la Scythie forme un carré bordé par la mer sur deux côtés, ses frontières terrestres et maritimes ont la même longueur ; de l'Istros au Borysthène, il faut compter dix jours de marche, et dix autres du Borysthène au lac Méotide ; pour aller de la mer vers l'intérieur jusqu'au pays des Mélanchlènes qui sont au nord de la Scythie, il faut vingt jours de marche. Or j'estime qu'un jour de marche représente deux cents stades : à ce compte la Scythie doit avoir quatre mille stades d'étendue, et autant en profondeur, de la mer à l'intérieur des terres. Voilà donc les dimensions de ce pays ».

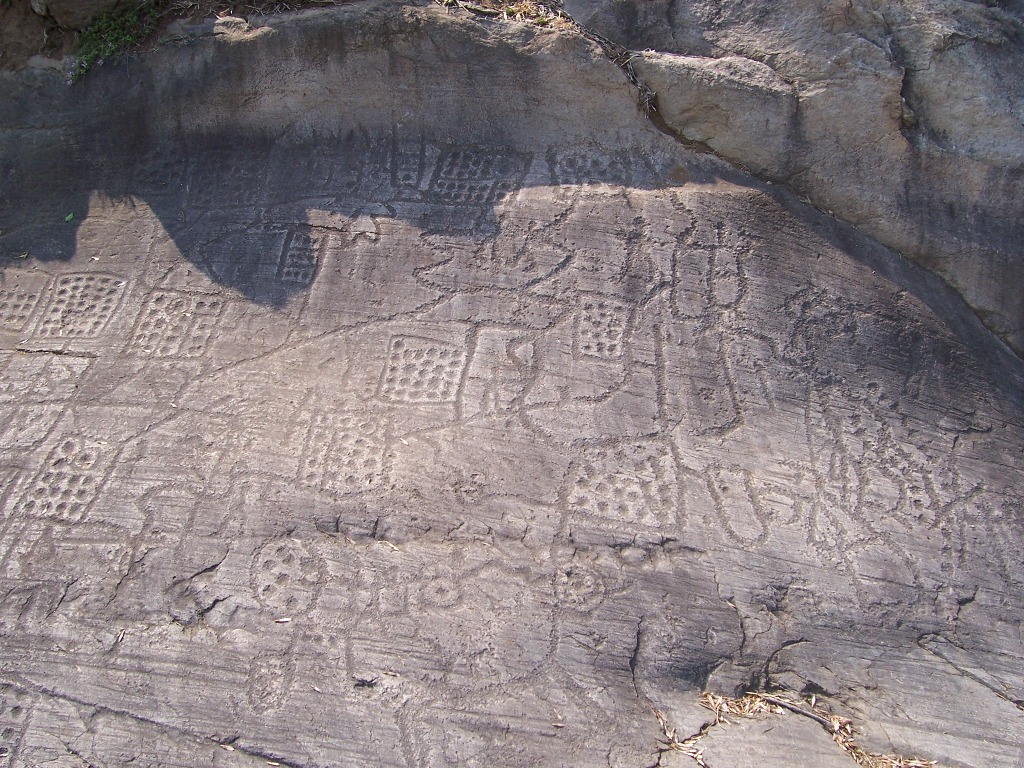
Vue partielle de la carte de Bedolina dans le Val Camonica.

Mais les premières traces de figuration d'un territoire sont bien antérieures et elles supposent déjà une estimation des dimensions à la façon d'une carte mentale si ce n'est une véritable mesure des distances sur le terrain. Parmi les plus anciennes représentations topographiques parvenues jusqu'à nous parce que gravées sur un rocher ou inscrites sur une tablette d'argile, on peut citer : 
- la dalle gravée de Saint-Bélec dans le Finistère, datée de l'âge du bronze ancien entre 2150 et 1600 av. J.-C. ;
- la carte de Bedolina dans le Val Camonica, gravée probablement en plusieurs étapes entre 1400 et 500 av. J.-C. ;
- les plans à l'échelle de cerfs-volants du désert, ou kites, découverts à Jibal al-Khashabiyeh en Jordanie et à Jebel az-Zilliyat en Arabie Saoudite, qui datent de 7000 et 6000 av. J.-C.[16] ;
- les cartes de Yorghan Tepe (2300 av. J.-C.) et de Nippur (1500 av. J.-C.) en Mésopotamie.

#### Mesure de la Terre
Au IIIe siècle av. J.-C., Ératosthène mesure un arc de méridien à l'aide de la géométrie et du calcul des proportions avec une précision qui a peut-être été servie par une heureuse intuition dans son estimation de la distance Alexandrie-Assouan. Quoi qu'il en soit, cette mesure célèbre montre que l'on peut atteindre par le calcul un ordre de grandeur qui va bien au-delà des mesures directes.

### Superficie

#### Unités agraires
Les mesures traditionnelles de superficies renvoient généralement à l'espace agraire plutôt qu'à l'espace urbain,.
La forme quadrangulaire des champs, issue des labours rectilignes à l'araire, est visible dans les parcellaires fossiles de l'âge du bronze et de l'âge du fer retrouvés en Europe occidentale et atlantique ; elle est également attestée par l'iconographie par exemple dans les gravures de la vallée des Merveilles dans les Alpes.
De nombreuses unités de surface se réfèrent au travail agricole.
- Le jugère romain par exemple est à l'origine la surface qu'un attelage peut labourer en une journée[20].
- Le journal, l'hommée, la fauchée sont des surfaces traditionnelles [Quand ?] qui correspondent à un jour de travail, leur superficie réelle dépend de la nature du sol plus ou moins facile à travailler et de la tâche prise comme référence[21].
- La sétérée est la surface ensemençable par un setier de grains, c'est une unité pratique largement utilisée[réf. souhaitée] dont la valeur varie d'un lieu et d'une époque à l'autre dans les mêmes proportions que le setier qui lui sert de référence.

#### Exemple de l'arpentage romain
L'actus linéaire romain de 120 pieds correspond selon Pline l'Ancien au sillon qu'une paire de bœufs attelé à l'araire peut tracer d'un seul tenant sans fatigue. Les agronomes et les arpenteurs romains se représentent l'espace sous forme de rectangles dont cette longueur est le module fondamental. La plus petite unité, l'actus minimus, fait 4 pieds de largeur sur 120 pieds de longueur tandis que l'actus quadratus est un carré de 120 pieds de côté. Le jugère (en latin : iugerum) qui fait 240 x 120 pieds correspond à la surface qu'un attelage peut labourer en une journée.
L'heredium défini comme le patrimoine légendaire dont auraient disposé les ancêtres des romains, fait traditionnellement deux jugères et s'interprète comme deux champs rectangulaires cultivés alternativement pour ménager une jachère biennale.
L'unité majeure, la centurie, qui égale cent fois l'heredium forme théoriquement un carré de 20 actus de côté (plus de 50 ha pour un pied de 29,57 cm) et correspond aux lots de terre attribués à 100 hommes à raison de deux jugères par lot.
Les fractions duodécimales du jugère donnent des unités plus modestes jusqu'au « scrupule » (environ 10 m2) qui est le carré de la perche de 10 pieds.
L'outillage des arpenteurs romains (groma, perche et jalons) leur permettait de diviser un territoire selon des lignes parallèles se croisant à intervalles réguliers. L'histoire a retenu par exemple la division du territoire sabin en 290 av. J.-C. en lots carrés de 50 jugères. Toutefois les centuriations de la Narbonnaise auraient fait appel à des triangulations témoignant d'une influence des mathématiques grecques de l'époque,. Dans les environs d'Orange, une carte cadastrale antique a permis de retrouver et fouiller des tracés du parcellaire romain.

### Angle et inclinaison
Les relevés d'angles astronomiques remontent au tout début de l'Antiquité pour l'observation du ciel puis pour la navigation. La notion de latitude apparaît dès l'Antiquité. Les mesures d'angles servent aussi secondairement dans les calculs d'arpentage[réf. souhaitée].
La numération en base soixante caractéristique du système sexagésimal pourrait être à l'origine de la définition du degré à partir du triangle équilatéral. Figure géométrique simple et harmonieuse, facile à tracer, le triangle équilatéral fournit un angle de 60° (un sixième de tour ou π/3) qui peut jouer le rôle d'unité naturelle. Le degré serait tout simplement la première subdivision en base soixante de cette unité d'origine[réf. souhaitée].

### Température
En céramique et en métallurgie, des « regards » aménagés dans les parois des fours permettent depuis l'Antiquité[à vérifier] de surveiller la montée en température selon une échelle de couleurs que l'on observe aussi sur des objets fortement chauffés ou des braises portées à incandescence.
Dans l'Antiquité et au Moyen Âge, l'observation de la température météorologique ne bénéficie pas d'instrument de mesure. Les (rares) thermoscopes de l'Antiquité peuvent mettre en évidence des écarts de température mais ce ne sont que des expériences ponctuelles.
De même, en médecine, bien que la fièvre soit facile à observer, il n'y aura pas de véritable mesure de la température corporelle avant le XVIe ou XVIIe siècle.[à vérifier]

### Temps

#### Jour, lune et année
Les unités de temps les plus naturelles sont le jour, avec le retour quotidien de la lumière, l'année, avec le retour des saisons et des récoltes, ainsi que le cycle lunaire.
Comme signalé plus haut, les distances sont souvent mesurées en jours de marche, les surfaces et les récoltes en jours de travail... ce qui fait sans doute du jour l'unité la plus répandue toutes époques confondues[réf. souhaitée].

#### Subdivisions du jour

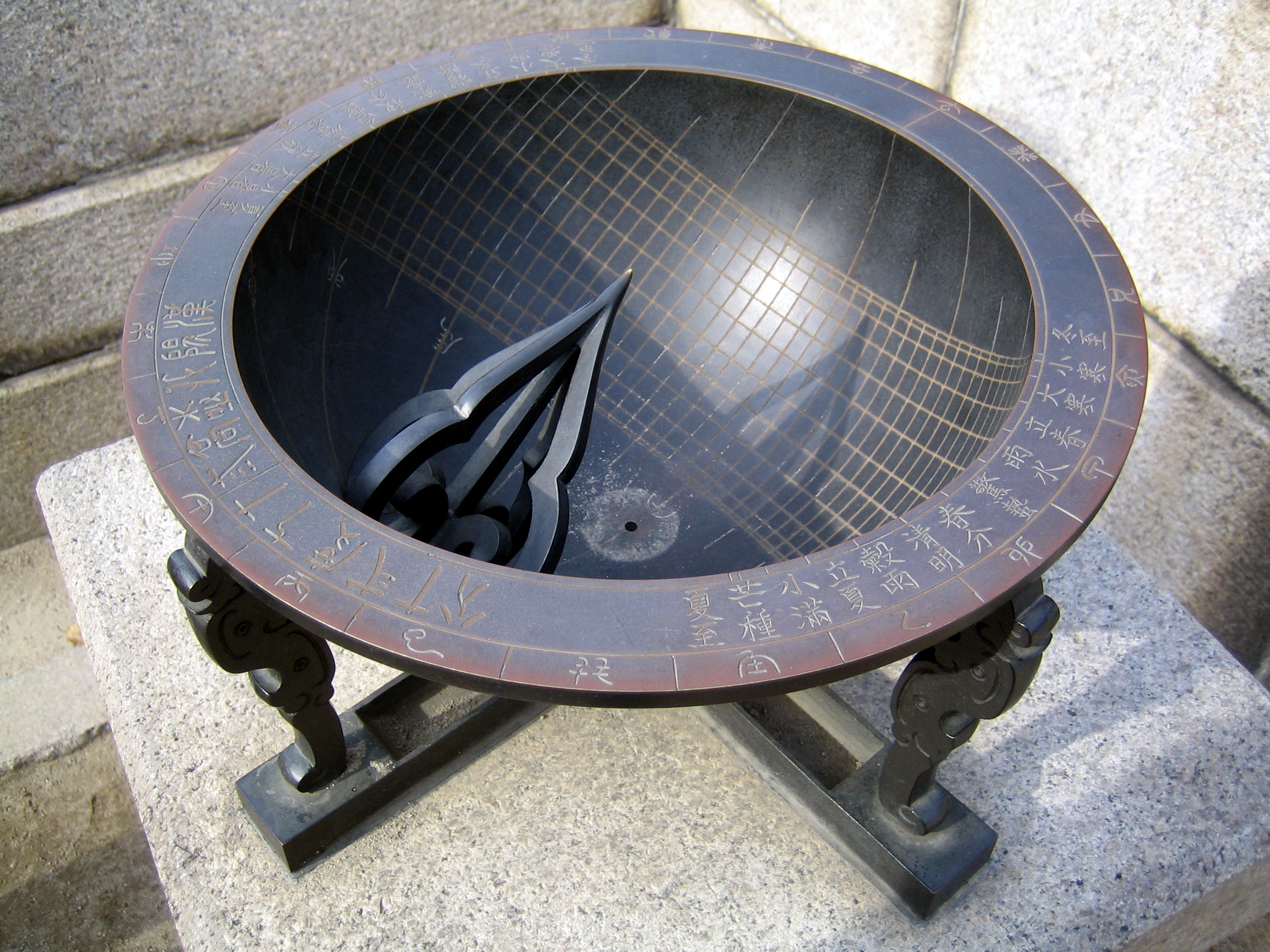
Cadran solaire coréen. Période Joseon.

La division du jour en 24 heures et le décompte des durées en heures, minutes et secondes selon le système sexagésimal, hérité des Égyptiens et des Chaldéens, se répand largement en Grèce, à Rome et dans toute l'Europe à tel point qu'il sera conservé à l'époque révolutionnaire en France, époque à laquelle il bénéficie d'une bonne cohérence à l'intérieur du pays comme à l'international, tandis que les incohérences des unités de longueur en France à la fin du XVIIIe siècle favoriseront l'introduction du système métrique.
- Subdivisions traditionnelles du jour en Chine
- Subdivisions traditionnelles du jour à Rome

#### Décade
La décade, égale à dix jours, est une unité de durée utilisée par exemple dans le calendrier attique et sous le nom de 旬, xún dans l'antique cycle sexagésimal chinois. On retrouvera la décade brièvement à la fin du XVIIIe siècle en France dans le calendrier républicain.

## De la Renaissance auXVIIIesiècle

### Les mesures de Tycho Brahe
Dernier astronome de l'ère précédant l'invention de la lunette astronomique et du télescope, l'astronome danois Tycho Brahe s’investit dans le perfectionnement d’instruments de mesure dérivés de ceux de la navigation maritime.
Admirateur des travaux de Galilée et de Copernic, il soutient pour  sa part un système astronomique mixte dit géo-héliocentrique. À la fin du XVIe siècle, il doit quitter l'observatoire astronomique renommé qu'il avait fait construire dans l'île de Ven. Il part se réfugier, en compagnie de ses proches et avec tous ses instruments, d'abord à Copenhague, puis en Allemagne et enfin en Bohème. Il meurt à Prague en 1601.
Johannes Kepler, alors son assistant, hérite de ses précieuses observations astronomiques et c'est en les ré-étudiant à la lumière de l'hypothèse héliocentrique qu'il découvre au début du XVIIe siècle les relations mathématiques régissant le mouvement des planètes, les lois de Kepler, que Newton réaffirmera en 1687 en les démontrant à partir de sa loi universelle de la gravitation.

### Rôle attribué à la mesure en sciences

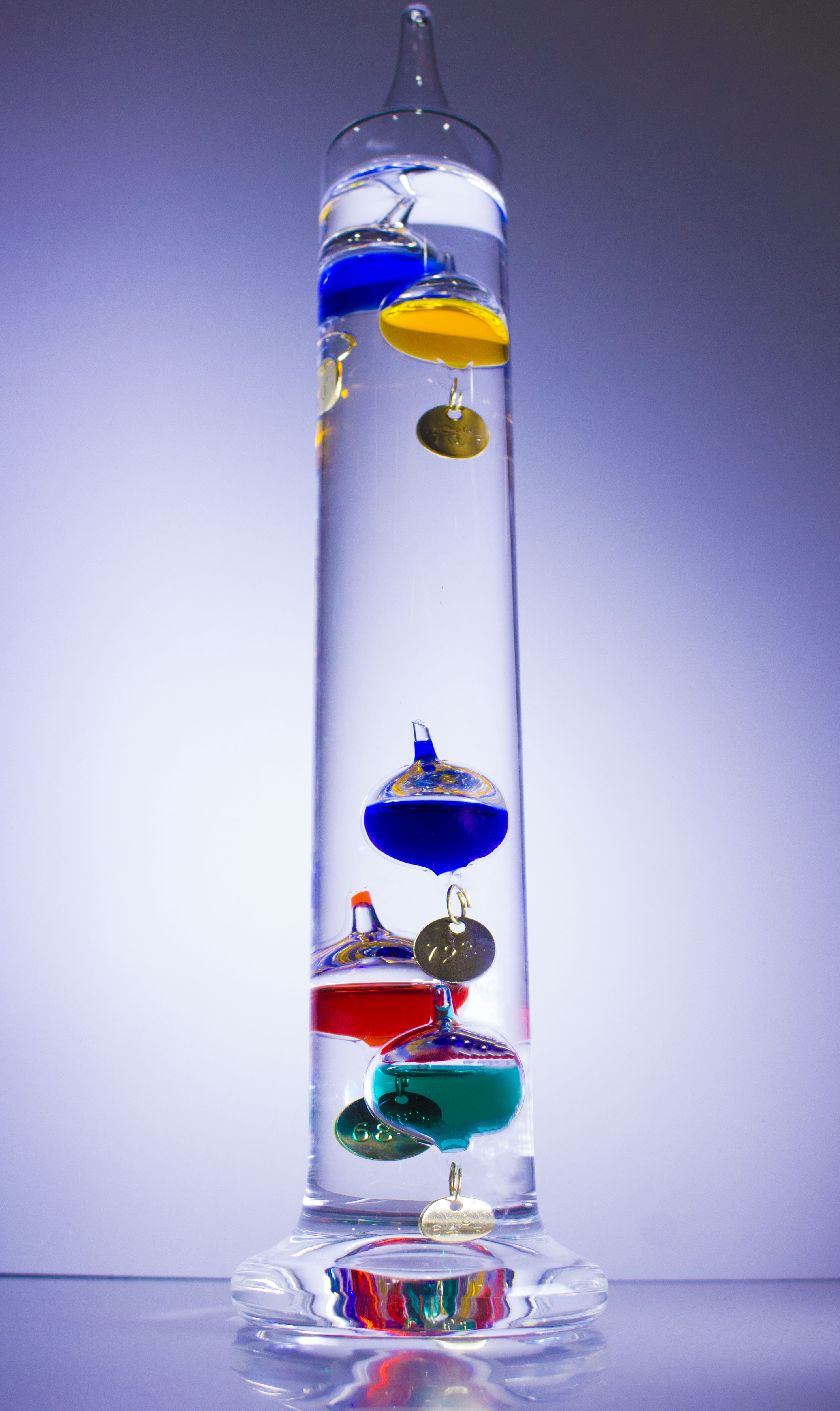
Thermomètre de Galilée.

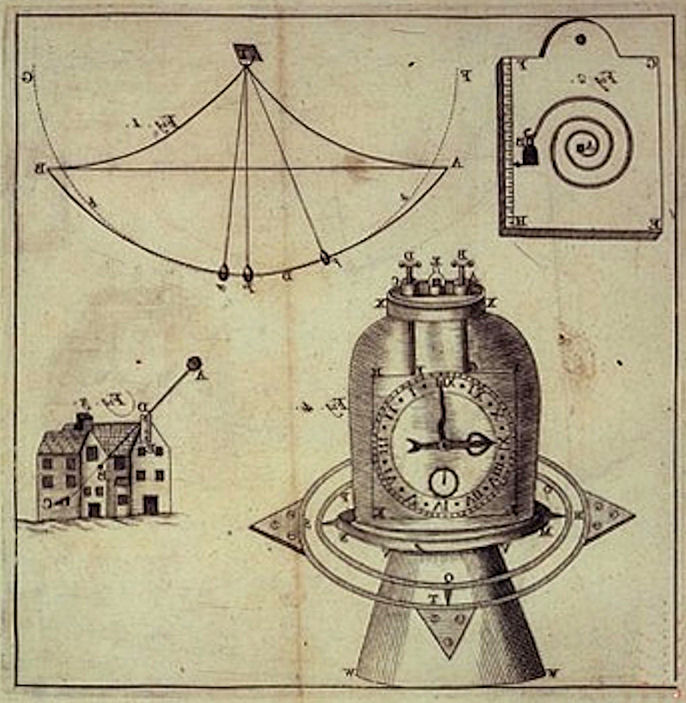
Chronomètre de marine de Jeremy Thacker, XVIIIe siècle

La mesure a, dans l'approche déductive classique de Descartes illustrée par les travaux de Kepler et Galilée aux XVIe et XVIIe siècles et même ceux de Laplace au XVIIIe siècle, le rôle de preuve permettant de retenir ou d'invalider un modèle mathématique donné. La science classique, notamment la mécanique, se doit d'identifier des lois physiques descriptives capables de prédire les observations futures mais s'intéresse peu aux ratios que ces lois font apparaitre : ces ratios sont à l'époque considérés comme de simples coefficients de proportionnalité et non comme des constantes fondamentales. Pour l'approche expérimentale qui émerge au XVIIe siècle avec les travaux de Bacon, Boyle, Hooke, Newton et au XVIIIe siècle notamment en chimie avec Lavoisier, il importe au contraire en premier lieu d'établir collectivement une représentation fiable des phénomènes, la mesure passe au premier plan.
Au XIXe siècle, sciences classiques et expérimentales tenteront d'intéger les deux approches dans leur façon de représenter les connaissances. Les sciences classiques intégreront en effet les champs expérimentaux que sont l'électricité, le transfert thermique et d'autres ; elles s'intéresseront de plus en plus à la vérification expérimentale des lois physiques et à l'interprétation théorique des constantes fondamentales. Quant aux sciences expérimentales, elles introduiront des lois semi-empiriques reliant les quantités macroscopiques observées, évalueront les constantes de ces équations et en déduiront de nouvelles unités pratiques. L'unification entre les sciences expérimentales relève essentiellement des mesures tandis que l'unification des sciences classiques relève de l'approche théorique.
Outre leur usage en sciences, il faut relever que la plupart des mesures répondent à des besoins de l'économie et de la vie quotidienne : pour s'informer, pour produire et pour commercer, pour prévoir et pour prendre des décisions à moindre risque, pour contrôler aussi. Dans tous les domaines, le but des mesures (par la méthodologie appliquée, les instruments et les unités utilisés) est de permettre des comparaisons fiables. Les mesures peuvent le cas échéant faire intervenir des outils mathématiques sophistiqués et des traitements automatiques dans le même but.

### Définition et matérialisation du mètre
À la fin du XVIIIe siècle en France, les cahiers de doléances de tout le pays demandent l'unification des poids et des mesures. La réorganisation de l'autorité publique est l'occasion de ce changement et un comité est chargé de la définition des nouvelles unités. Ce comité est formé de savants (notamment Lavoisier) qui ajoutent un besoin d'universalité à la demande générale d'uniformité des mesures. Les nouvelles unités devront donc avoir une définition universelle valable dans tous les pays et pas seulement en France. Le choix de l'unité de longueur (le mètre) est à la base de tout le système, la définition usuelle de l'unité de temps (la seconde) étant conservée; les autres unités telles que le kilogramme se déduisent du mètre par des définitions expérimentales appropriées, les subdivisions et les multiples des unités suivent le système décimal. La recherche d'une définition universelle du mètre est donc au cœur des travaux du comité, qui écarte notamment une définition d'après la longueur d'un pendule de période 1 seconde car celle-ci dépendrait de la gravité locale et par conséquent d'un lieu de référence arbitraire. Le comité préfère une définition liée au méridien terrestre sachant que des mesures précédemment effectuées en divers points du globe, de la Chine au Pérou en passant par l'Europe et la Laponie, avaient donné des résultats presque identiques à toutes les longitudes et avaient confirmé que la Terre était très proche d'un ellipsoïde de révolution aplati aux pôles. La définition finale du mètre est la dix-millionième partie du quart "Nord" du méridien terrestre,.
Une vaste opération de triangulation s'ensuit pour étalonner la toise d'ancien régime par rapport à la nouvelle unité. Les mesures sont effectuées méticuleusement de 1792 à 1799 sur l'arc de méridien Dunkerque-Barcelone par les académiciens Jean-Baptiste Delambre et Pierre Méchain. Le rapport détaillé conservé à l'Observatoire de Paris rassemble leurs observations, corrections et calculs. Il illustre un tournant dans la relation entre science et mesure : l'un (Mèchain) est un savant du XVIIIe siècle pour qui la science doit prédire des valeurs que les observateurs vérifient, tout écart laissant supposer une erreur, tandis que l'autre (Delambre) accepte la notion d'incertitude dans les lois physiques comme dans les sciences expérimentales.
L'opération d'étalonnage  n'a toutefois pas la précision escomptée, le « mètre provisoire » du 1er août 1793 établi sur la base des mesures antérieures s'avérant finalement (à l'aune des moyens de mesures actuels) plus précis que le mètre définitif de 1799 issu des travaux de Delambre et Méchain.

## DuXIXeauXXIesiècle
Points de repères au XIXe siècle
- vers 1800 : balance Roberval ;

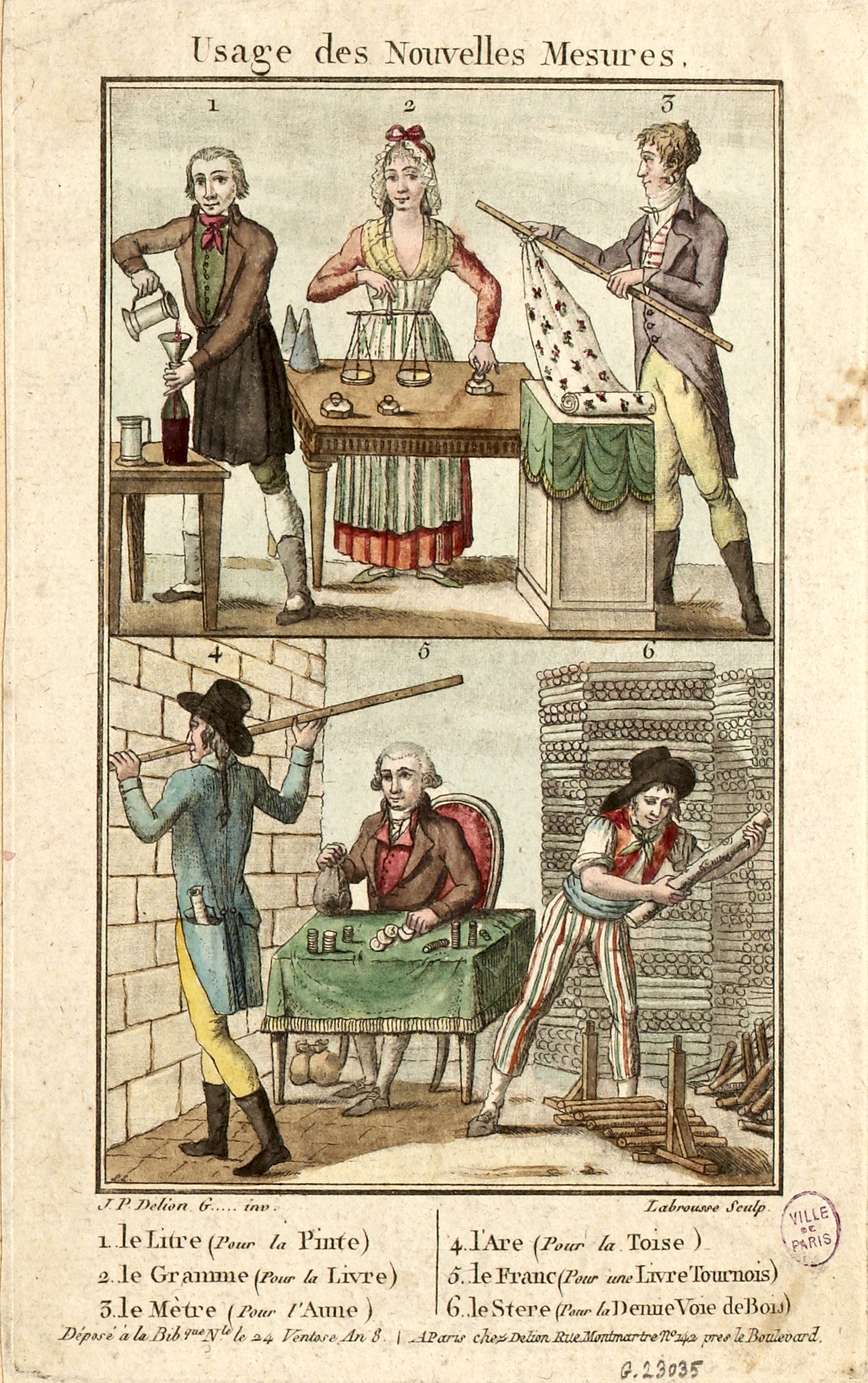
Gravure sur bois (1800) montrant de nouvelles unités de mesure métriques

- 1830-1840 : le système métrique n'est rendu obligatoire en France que dans les années 1830 ou 1840[note 6] ;
- 1831 : expérience de Gauss sur le magnétisme terrestre ; Gauss élabore pour l'électromagnétisme un système d'unités qui sera complété ultérieurement par Weber, il développe une théorie rigoureuse des erreurs et analyse la dispersion observée, fondant ainsi l'approche statistique de la mesure[30] ;
- 1800-1850 : multiplication des mesures expérimentales telles que les tables de poids atomique, indice de réfraction, chaleur spécifique et les caractéristiques animales ; multiplication aussi des informations et statistiques sur les terres agricoles, les ressources, les populations, les productions et marchés, les caractéristiques humaines et les savoir-faire[29] ;
- 1868 : Karl August Wunderlich établit que la température corporelle fait normalement entre 37 et 37,5 °C et développe la thermométrie clinique ;
- généralisation des instruments de mesure basés sur des phénomènes électriques[31] ;
- 1875 : signature de la Convention du Mètre et création du Bureau international des poids et mesures (BIPM) à l'origine de la création du Système international d'unités (SI).

De la fin du XIXe au XXIe siècle
- généralisation de la notion de distance et d'espace métrique ;
- énoncé du principe d'incertitude par Heisenberg en 1927 ;
- redéfinition du mètre et de la seconde en fonction d'une longueur d'onde et de la vitesse de la lumière dans le vide ;
- le système métrique prend le nom de Système international d'unités (SI) en 1960 ;
- instrumentation électronique, mesures analogiques et traitement numérique du signal, analyse spectrale, dimension fractale ;
- miniaturisation des capteurs, GPS, explosion quantitative des big data, intégration des capteurs intelligents ;
- redéfinition du Système international d'unités de 2018-2019.

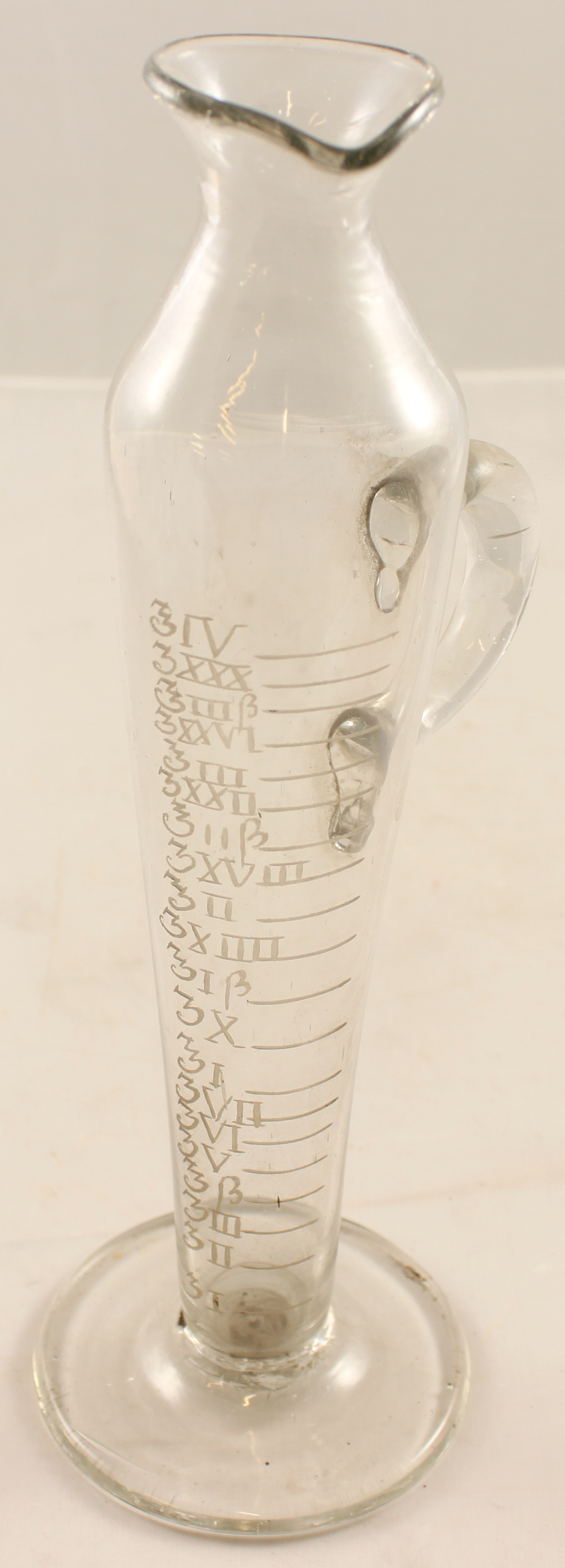
Fiole graduée, XIXe siècle. Hamburgmuseum.
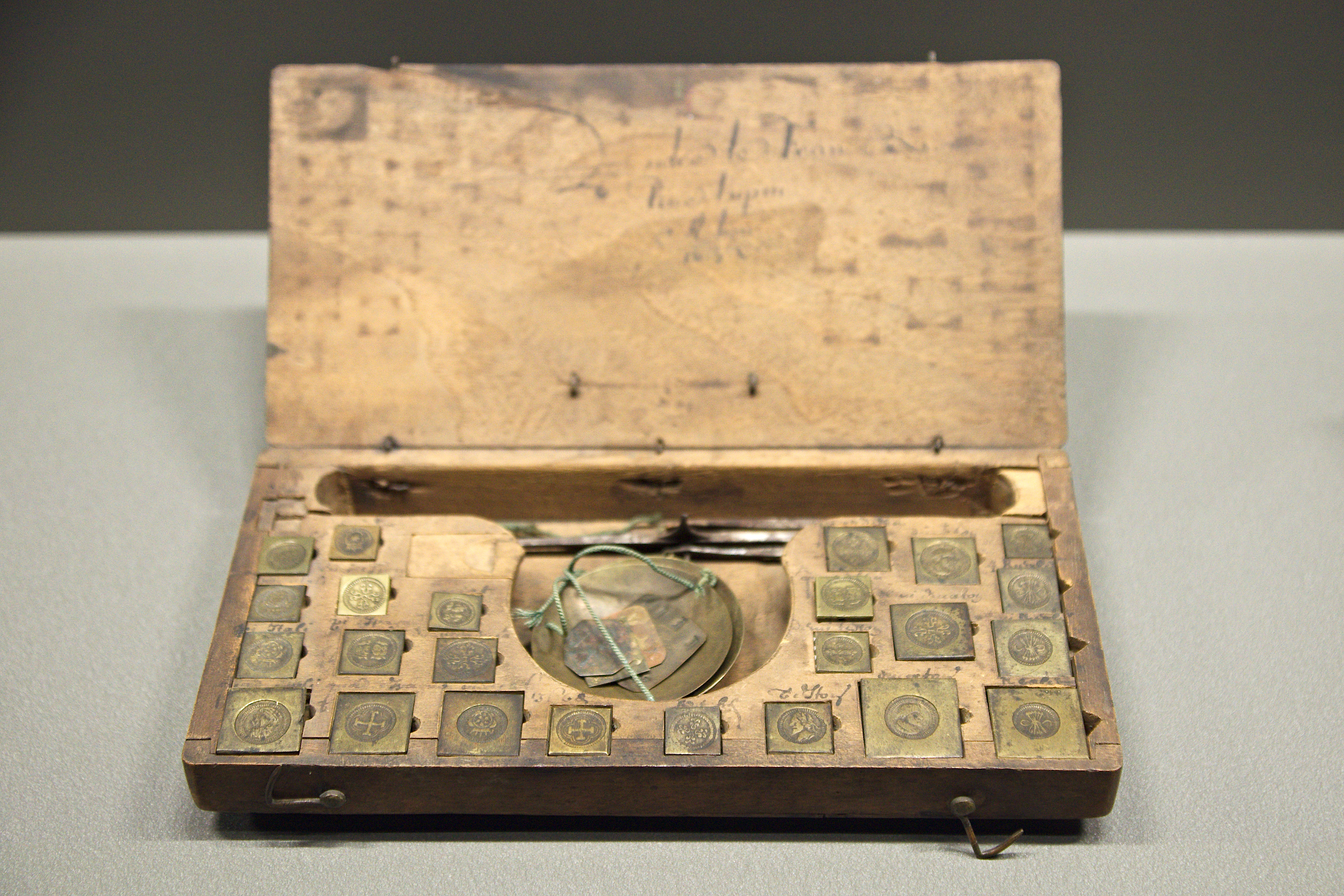
Boîte de pesage de vingt-et-un poids monétaires. Musée des arts et métiers.
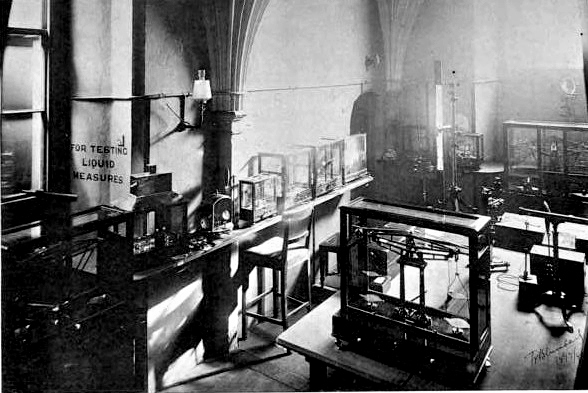
Salle des poids et mesures à la Jewel Tower (en) de Londres, 1897.
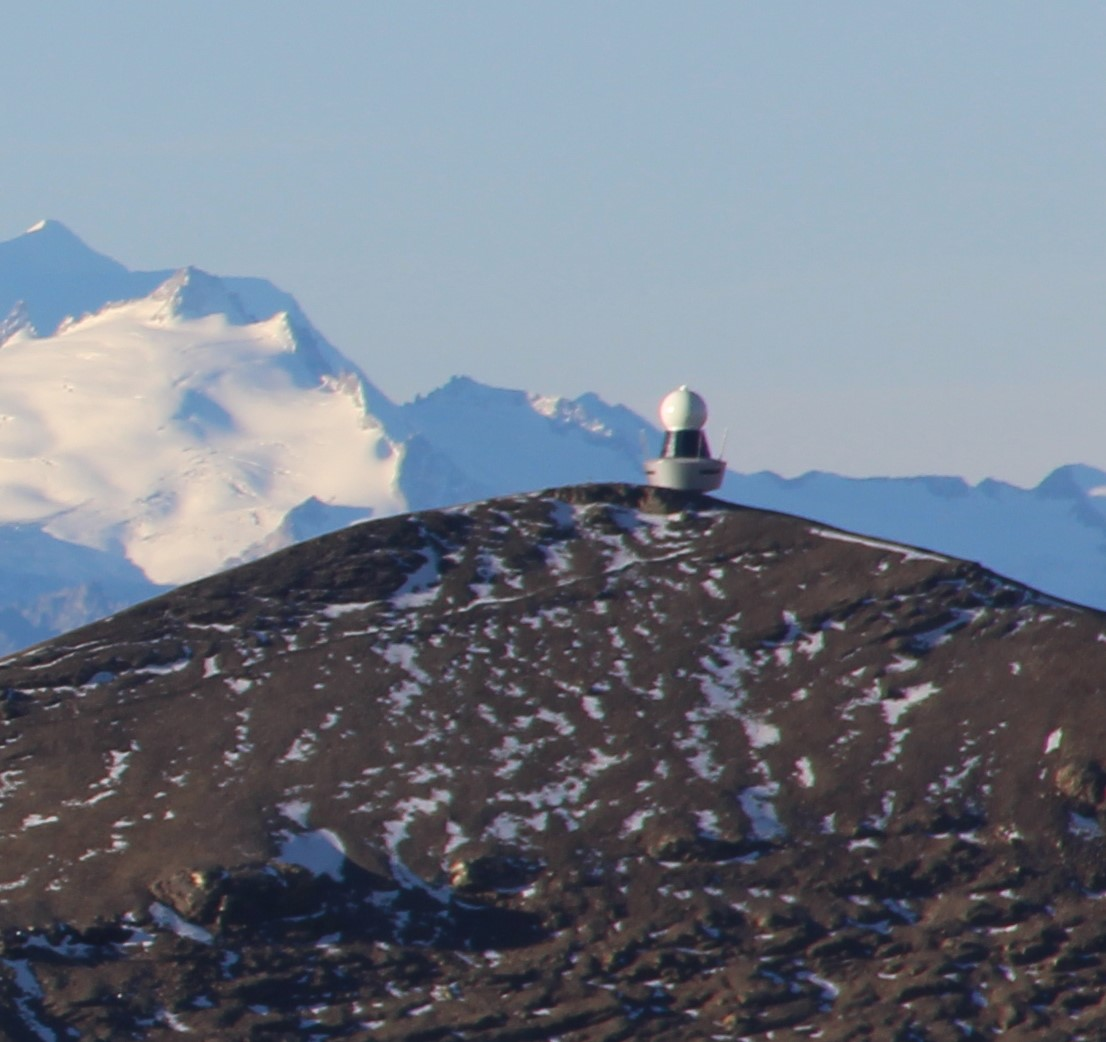
Radar météorologique en Suisse.